# Inre Mjövattnet
Inre Mjövattnet är en sjö i Bodens kommun i Norrbotten och ingår i Piteälvens huvudavrinningsområde. Sjön har en area på 0,734 kvadratkilometer och ligger 157,4 meter över havet.

## Delavrinningsområde
Inre Mjövattnet ingår i det delavrinningsområde (732812-173139) som SMHI kallar för Utloppet av Inre Mjövattnet. Medelhöjden är 189 meter över havet och ytan är 7,6 kvadratkilometer. Det finns inga avrinningsområden uppströms utan avrinningsområdet är högsta punkten. Vattendraget som avvattnar avrinningsområdet har biflödesordning 4, vilket innebär att vattnet flödar genom totalt 4 vattendrag innan det når havet efter 82 kilometer. Avrinningsområdet består mestadels av skog (71 procent) och sankmarker (14 procent). Avrinningsområdet har 0,73 kvadratkilometer vattenytor vilket ger det en sjöprocent på 9,7 procent.